# Giovanni (I Legnanesi)
Giovanni Colombo è un personaggio teatrale creato da Felice Musazzi nelle riviste teatrali della compagnia dialettale "I Legnanesi".

## Il personaggio
Il Giovanni è descritto come il tipico contadino sui sessant'anni che abita in una corte cittadina assieme alla moglie Teresa e alla figlia Mabilia, corte dove è l'unico uomo tra tante donne.
Succube della moglie che col suo carattere lo domina e sovente si augura che passi a miglior vita, appare spesso disattento ed impreciso, con una parlata volutamente molto cadenzata e balbuziente che lo porta spesso a fare la figura del sempliciotto. Per sfuggire alle amarezze della vita e soprattutto alla moglie, si dedica al vino che lo porta ad avere una tipica camminata incerta.
Per quanto riguarda i suoi dati biografici, di lui si sa che è più anziano di Teresa e che aveva altri due fratelli (Annibale e un altro fratello dal nome sconosciuto) che sono già morti al momento delle vicende, così come i suoi genitori, mentre ha una sorella ancora viva. Il suo matrimonio con Teresa fu frutto di un corteggiamento dopo la tragica morte dell'amico Carletto Pinciroli in un incidente sul lavoro (schiacciato da un peso staccatosi da una gru), il quale era fidanzato con Teresa. In precedenza, era stato fidanzato per sei mesi con la Chetta.

## La maschera
L'aspetto del Giovanni è quello tipico del contadino del milanese: capelli grigi, occhiali, naso rosso e baffi folti, fazzoletto annodato al collo, camicia a quadretti e pantaloni larghi abbinati ad un paio di scarpe da lavoro, così come è stato presentato sin dal 1949. È stato interpretato da vari attori, tra cui originariamente da Luigi Cavalleri, seguito da Lucio Pesci e Carletto Oldrini. Quest'ultimo fu sostituito da Livio Barlocco e poi nel 1978 in maniera stabile da Luigi Campisi, l'interprete più duraturo del personaggio fino al 2019 (con l'eccezione degli anni 1998-2000, nei quali il personaggio era interpretato da Antonio Luraghi); il 21 ottobre 2019, dopo l'addio di Campisi alla compagnia, viene ufficializzato il nuovo interprete, Lorenzo Cordara, poi sostituito da Italo Giglioli nel 2022. La maschera non è invece apparsa nel periodo 1989-1998, a causa della morte di Felice Musazzi e della temporanea interruzione degli spettacoli sulla famiglia Colombo.

## Parentele
|  |  |  |  |  |  |  |  |  |  |  |  |  |  |  |  |  |  | Padre di Giovanni | Padre di Giovanni | Padre di Giovanni | Padre di Giovanni | Padre di Giovanni | Padre di Giovanni |                  |                  | Madre di Giovanni | Madre di Giovanni | Madre di Giovanni | Madre di Giovanni | Madre di Giovanni | Madre di Giovanni |                 |  |  |  | Padre di Teresa | Padre di Teresa | Padre di Teresa | Padre di Teresa | Padre di Teresa | Padre di Teresa |                |                | Madre di Teresa | Madre di Teresa | Madre di Teresa | Madre di Teresa | Madre di Teresa | Madre di Teresa |                 |                 |                 |                 |                 |                 |  |  |                 |                 |                 |                 |                 |                 |  |  |  |  |
|  |  |  |  |  |  |  |  |  |  |  |  |  |  |  |  |  |  | Padre di Giovanni | Padre di Giovanni | Padre di Giovanni | Padre di Giovanni | Padre di Giovanni | Padre di Giovanni |                  |                  | Madre di Giovanni | Madre di Giovanni | Madre di Giovanni | Madre di Giovanni | Madre di Giovanni | Madre di Giovanni |                 |  |  |  | Padre di Teresa | Padre di Teresa | Padre di Teresa | Padre di Teresa | Padre di Teresa | Padre di Teresa |                |                | Madre di Teresa | Madre di Teresa | Madre di Teresa | Madre di Teresa | Madre di Teresa | Madre di Teresa |                 |                 |                 |                 |                 |                 |  |  |                 |                 |                 |                 |                 |                 |  |  |  |  |
|  |  |  |  |  |  |  |  |  |  |  |  |  |  |  |  |  |  |                   |                   |                   |                   |                   |                   |                  |                  |                   |                   |                   |                   |                   |                   |                 |  |  |  |                 |                 |                 |                 |                 |                 |                |                |                 |                 |                 |                 |                 |                 |                 |                 |                 |                 |                 |                 |  |  |                 |                 |                 |                 |                 |                 |  |  |  |  |
|  |  |  |  |  |  |  |  |  |  |  |  |  |  |  |  |  |  |                   |                   |                   |                   |                   |                   |                  |                  |                   |                   |                   |                   |                   |                   |                 |  |  |  |                 |                 |                 |                 |                 |                 |                |                |                 |                 |                 |                 |                 |                 |                 |                 |                 |                 |                 |                 |  |  |                 |                 |                 |                 |                 |                 |  |  |  |  |
|  |  |  |  |  |  |  |  |  |  |  |  |  |  |  |  |  |  |                   |                   |                   |                   |                   |                   | Giovanni Colombo | Giovanni Colombo | Giovanni Colombo  | Giovanni Colombo  | Giovanni Colombo  | Giovanni Colombo  |                   |                   |                 |  |  |  |                 |                 |                 |                 |                 |                 | Teresa Colombo | Teresa Colombo | Teresa Colombo  | Teresa Colombo  | Teresa Colombo  | Teresa Colombo  |                 |                 | Germana Colombo | Germana Colombo | Germana Colombo | Germana Colombo | Germana Colombo | Germana Colombo |  |  | Filippa Colombo | Filippa Colombo | Filippa Colombo | Filippa Colombo | Filippa Colombo | Filippa Colombo |  |  |  |  |
|  |  |  |  |  |  |  |  |  |  |  |  |  |  |  |  |  |  |                   |                   |                   |                   |                   |                   | Giovanni Colombo | Giovanni Colombo | Giovanni Colombo  | Giovanni Colombo  | Giovanni Colombo  | Giovanni Colombo  |                   |                   |                 |  |  |  |                 |                 |                 |                 |                 |                 | Teresa Colombo | Teresa Colombo | Teresa Colombo  | Teresa Colombo  | Teresa Colombo  | Teresa Colombo  |                 |                 | Germana Colombo | Germana Colombo | Germana Colombo | Germana Colombo | Germana Colombo | Germana Colombo |  |  | Filippa Colombo | Filippa Colombo | Filippa Colombo | Filippa Colombo | Filippa Colombo | Filippa Colombo |  |  |  |  |
|  |  |  |  |  |  |  |  |  |  |  |  |  |  |  |  |  |  |                   |                   |                   |                   |                   |                   |                  |                  |                   |                   |                   |                   |                   |                   |                 |  |  |  |                 |                 |                 |                 |                 |                 |                |                |                 |                 |                 |                 |                 |                 |                 |                 |                 |                 |                 |                 |  |  |                 |                 |                 |                 |                 |                 |  |  |  |  |
|  |  |  |  |  |  |  |  |  |  |  |  |  |  |  |  |  |  |                   |                   |                   |                   |                   |                   |                  |                  |                   |                   |                   |                   |                   |                   | Mabilia Colombo |  |  |  |                 |                 |                 |                 |                 |                 |                |                |                 |                 |                 |                 |                 |                 |                 |                 |                 |                 |                 |                 |  |  |                 |                 |                 |                 |                 |                 |  |  |  |  |